# 绝境狼王
下面的转换组仅对“大陆简体”和“台湾正体”语言有效。请注意你的语言变种设置。
《绝境狼王》（英語：Wolves of the Beyond）是美国作家凱瑟琳·拉斯基的奇幻文学系列作品，共六本，是作者既《猫头鹰王国》主线之后推出的一个独立的系列。书中出现或提到了主线中的部分人物。它以被弃小狼福狼的传奇故事为线索，讲述了福狼的成长历程及其带领边缘之地的狼群抵达“远方之蓝”的故事。

## 书籍
| 英语标题    | 精装版 ISBN       | 平装版 ISBN       | 中国大陆译名 | 中国标准书号  |
| ----------- | ----------------- | ----------------- | ------------ | ------------- |
| Lone Wolf   | 978-0-545-09310-1 | 978-0-545-09311-8 | 孤独的小狼   | 9787544825108 |
| Shadow Wolf | 978-0-545-09312-5 | 978-0-545-09313-2 | 影子         | 9787544825115 |
| Watch Wolf  | 978-0-545-09314-9 | 978-0-545-09315-6 | 守卫火山     | 9787544825122 |
| Frost Wolf  | 978-0-545-09316-3 | 978-0-545-09317-0 | 星梯的召唤   | 9787544825139 |
| Spirit Wolf | 978-0-545-27961-1 | 978-0-545-27971-0 | 冰川狼魂     | 9787544825146 |
| Star Wolf   | 978-0-545-27962-8 | 978-0-545-27972-7 | 跃向远方之蓝 | 9787544825153 |

## 部落
边缘之地的狼群以部落为单位生存。在此书中出现了下面的部落：
- 麦戈部落
- 麦锡部落
- 麦肯部落
- 麦安部落
- 麦夫部落
- 麦楠部落
- 麦纳马拉部落

## 词汇
下面列出了此书中出现的常用词汇：
- 欧贝：狼群中负责搜寻出生时有缺陷的小狼并将之遗弃的母狼的称谓，只有不育的母狼才能担任这一职务。
- 马尔卡达哈：古狼语中“被受诅咒”的意思，指天生有缺陷的狼崽。
- 啃骨狼：被遗弃的有缺陷的狼，如果能存活下来，就可以以啃骨狼的身份回到部落，是部落中最低级的。

## 参見
- 猫头鹰王国